# Karl Marthinsen
Karl Alfred Nicolay Marthinsen, född 25 oktober 1896 i Karlsøy i Norge, död 8 februari 1945 i Oslo, var en norsk nazistisk politiker och en av ledarna i partiet Nasjonal Samling från hösten 1940. Marthinsen mördades av den norska motståndsrörelsen.
Marthinsen var officersutbildad och uppnådde graden generalmajor. År 1941 blev han chef för den nazifierade Statspolitiet. Som statspolischef sanktionerade Marthinsen rena tortyrmetoder. År 1943 utnämndes han till chef för den norska nazistiska underrättelsepolisen och 1944 till chef för Hirden. Marthinsen var en av de drivande bakom gripandet och deportationen av norska judar till Tyskland. Han sköts ihjäl i sin bil på Blindern, strax norr om Oslos centrum. 34 norrmän greps och dömdes till döden i en repressalieaktion. 29 dödsdomar verkställdes.